# سوفوك كوستال (دائرة انتخابية في المملكة المتحدة)
سوفوك كوستال (بالإنجليزية: Suffolk Coastal)‏ هي إحدى الدوائر الانتخابية في المملكة المتحدة الممثلة في مجلس العموم في برلمان المملكة المتحدة.
عضو البرلمان الذي يمثلها حالياً هو :Rt Hon John Gummer (Con).